# Kogon (fleuve)
Pour les articles homonymes, voir Kogon.
Le Kogon (ou Cogon, connu à l'ère coloniale sous le nom de rio Compony) est un fleuve côtier de Guinée qui prend sa source dans le Fouta-Djalon à l'ouest de Télimélé et se jette dans l'océan Atlantique, par un large estuaire, à proximité de la frontière avec la Guinée-Bissau.